# Військовий храм Стрітення Господнього (Львів)
Військовий храм Стрітення Господнього — чинний храм Української греко-католицької церкви у місцевості Клепарів міста Львова.

## Розташування
Розташований у сквері між вулицями Клепарівською, Батуринською і Єрошенка та має адресу: вул. Клепарівська, 30а.

## Історія
Будівництво храму розпочато у 2015 році. Відкриття та освячення храму відбулося 15 лютого 2017 році у день виведення радянських військ з Афганістану. Освячення здійснив Митрополит та архиєпископ Львівський Ігор Возьняк. Військовий храм зведений зусиллями воїнів Львівської міської організації ветеранів Афганістану-учасників АТО, інших локальних військ та душпастирів Центру Військового Капеланства Львівської архиєпархії УГКЦ в пам'ять полеглим в Афганістані, під час Революції гідності та війні на Сході України.
Поряд із храмом розташований пам'ятник воїнам-афганцям або ж «Громадянам Львівщини, полеглим у війні в Афганістані 1979-1989 р.р.». 14 жовтня 2017 року, у День захисника України, неподалік відбулося відкриття та освячення пам'ятного знаку воїнам, що віддали свої життя за Україну.